# Clubiona pogonias
Clubiona pogonias là một loài nhện trong họ Clubionidae.
Loài này thuộc chi Clubiona. Clubiona pogonias được Eugène Simon miêu tả năm 1906.